# 羅爾夫·馬克西米利安·希沃特
羅爾夫·馬克西米利安·希沃特（瑞典語：Rolf Maximilian Sievert，瑞典語發音：[ˈsiːvəʈ]，1896年5月6日—1966年10月3日）是一位瑞典生物物理學家、輻射防護專家，他主要貢獻於研究輻射對生物體的影響。

## 生平
希沃特出生在瑞典的首都斯德哥爾摩。他曾在擔任卡罗琳学院輻射物理部門的負責人期間，兼任1924到1937年間的瑞典輻射研究會物理研究室的負責人。
他在可應用於疾病檢查以及癌症治療的輻射的合適劑量的研究方面起到了先鋒的作用。隨後，他研究的重心轉向了生物體在多次暴露於低劑量輻射下的相應反應。
1964年，他組建了國際輻射保護協會，并成為該組織的主席。他也是聯合國原子輻射科學委員會的主席。他發明了相當數量的用於測量放射劑量的裝置，其中最有名的是希沃特電離室。
後人為了紀念他，1979年，国际度量衡委員會以他的名字取代「侖目」(rem)為游離輻射劑量的國際標準單位（Sievert，縮寫為Sv，翻譯為西弗）。

## 外部連結
- 台灣行政院原子委員會游離輻射劑量單位西弗介紹 （页面存档备份，存于）